# Rudolf Sandig
Rudolf Sandig (ur. 11 września 1911 w Eppendorf zm. w 1994 w Weyhe) – niemiecki oficer, SS-Obersturmbannführer, od 1933 członek SS-Leibstandarte „Adolf Hitler”. Miał legitymację numer 10 676. W 1941 roku został awansowany do stopnia kapitana. Został dowódcą kompanii. W 1942 roku dowodził batalionem w 2 Pułku Grenadierów Pancernych. W 1943 roku został awansowany na stopień SS-Sturmbannführera i odznaczony Krzyżem Rycerskim. W 1944 roku został awansowany na stopień SS-Obersturmbannführera i objął dowództwo 2 Pułku Grenadierów Pancernych Grupy Armii Południe.

## Odznaczenia
- Krzyż Żelazny II Klasy (1 października 1939)[2]
- Krzyż Żelazny I Klasy (3 października 1940)[2]
- Złoty Krzyż Niemiecki (25 stycznia 1942)[2]
- Krzyż Rycerski Krzyża Żelaznego (5 maja 1943)[2]
- Medal Pamiątkowy 13 marca 1938[2]
- Medal Pamiątkowy 1 października 1938 z okuciem Zamek Praga[2]
- Medal za Kampanię Zimową na Wschodzie 1941/1942[2]
- SS-Ehrenring[2]
- Honorowa Szabla SS[2]